# Presseck
Presseck é um município da Alemanha, no distrito de Kulmbach, na região administrativa da Alta Francónia, estado de Baviera.